# Nahverkehr in Marburg

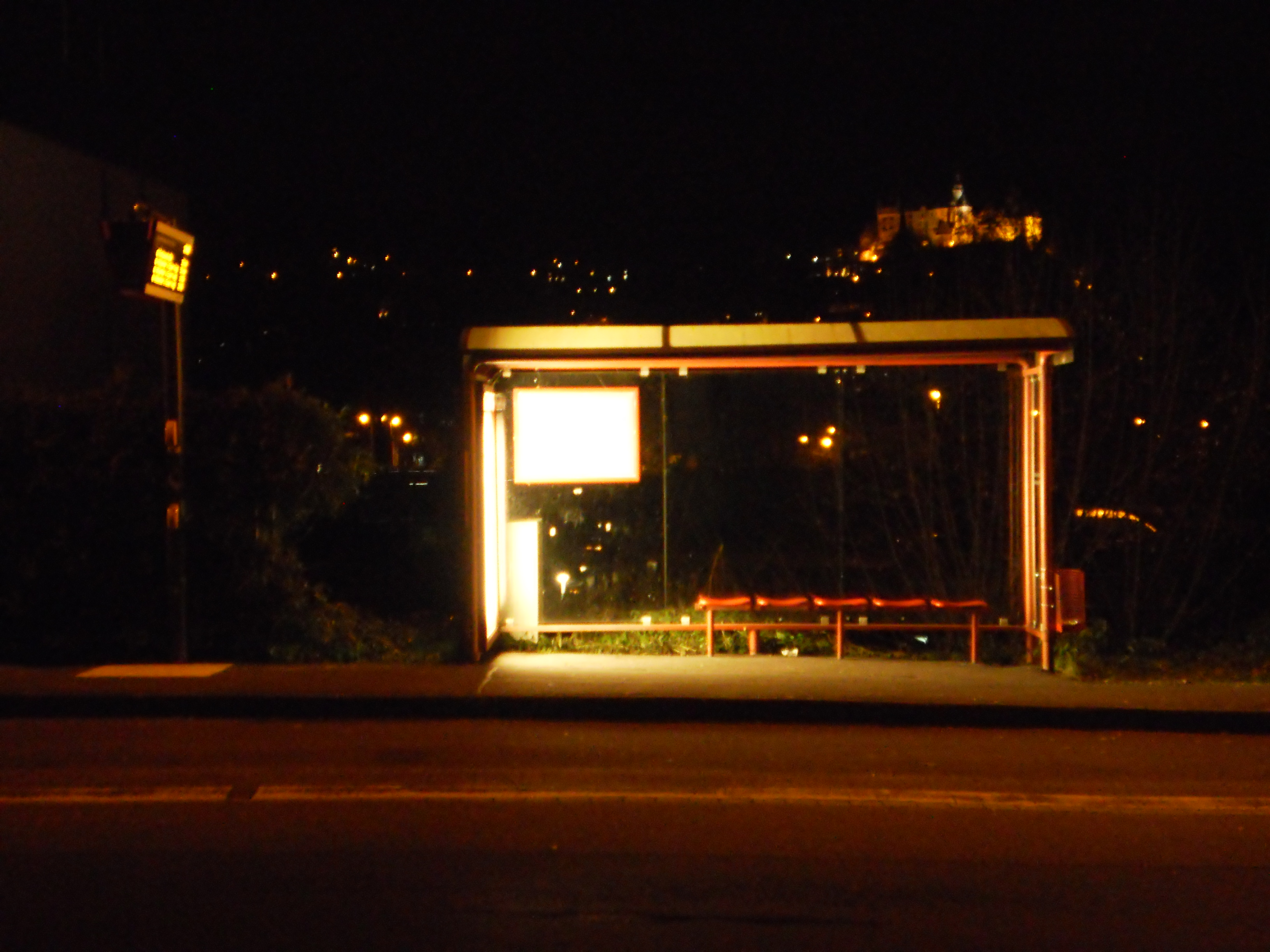
Bushaltestelle mit Fahrgastinformation, auch für Blinde (Ansage und Blindenleitsystem)

1892 begann in Marburg durch Privatinitiative mit einem Pferdeomnibus der Personennahverkehr nach einem regelmäßigen Fahrplan. Eduard Heppe bot in Marburg zehn Fahrten pro Tag vom Bahnhof bis zur Innenstadt an. Der Fahrpreis betrug 20 Pfennig. Die Stadt Marburg baute 1903 Schienen in die Straßen ein und ließ eine privat betriebene Pferdebahn laufen. Sie wurde nach acht Jahren durch eine elektrische Straßenbahn ersetzt. Ab 1951 fuhr ein Oberleitungsbus. Heute erfolgt der Busbetrieb teils mit modernen gasbetriebenen Bussen. Das Kernstück des Liniennetzes, die Verbindung vom in einiger Entfernung von der Altstadt gelegenen Bahnhof entlang der Oberstadt mit dem Südbahnhof wurde bereits von der elektrischen Straßenbahn befahren. Es wurde zum Ausgangspunkt des heutigen, auch die Außenstadtteile anbindenden Netzes.

## Geschichte
Marburg lag seit dem Mittelalter mit seinen Häusern am Schlossberg, von einer Stadtmauer umgeben. Die Einrichtung eines Nahverkehrs konnte keine Rolle spielen. Die steilen und engen Gassen und Straßen verboten dies. Erst als 1850 die Main-Weser-Bahn eröffnet wurde und man den weit außerhalb der Stadt jenseits der Lahn gelegenen Bahnhof Marburg (Lahn) anlegte, entstand ein Nahverkehrsbedürfnis. Zudem prosperierte Marburg nach der Annektierung Kurhessens durch Preußen im Jahr 1866. Vor allem die Universität wurde von Preußen gefördert. Die Stadt wuchs aus der mittelalterlichen Ummauerung heraus. Der entstehende Nahverkehr wurde zuerst von Privatunternehmern mit dem Angebot von Pferdedroschken übernommen. So ist bekannt, dass der örtliche Fuhrunternehmer Schaaf bereits 1878 einen Taxidienst einrichtete mit einer Chaise. Weitere Fuhrunternehmer folgten ihm. Diese Pferdekutschen warteten am Bahnhof auf die Reisenden.

### Pferdeomnibus
Diese Situation änderte sich 1892. Zu dem individuellen Angebot der Kutschen kam das Angebot eines Linienverkehrs mit einem Pferdeomnibus hinzu. Dies war der Beginn des fahrplanmäßigen Nahverkehrs in Marburg – auf privater Basis. Eduard Heppe hatte 1892 einen Pferdeomnibus in Bremen gekauft und fuhr mit diesem zehnmal täglich von und zum Bahnhof. Der Fahrplan wurde in der Lokalpresse veröffentlicht und die Tarife im Adressbuch der Stadt bekannt gegeben. Über Jahre galt konstant der Einheitstarif von 20 Pfennigen. Anfangs führte die Linie vom Bahnhof über Bahnhofstraße, Elisabethstraße, Pilgrimstein und Rudolphsplatz bis zum „Museum“ (später Stadtsäle genannt), Ecke Kasernenstraße (heute Gutenbergstraße)/Universitätsstraße. Nach Ausbau der Universitätsstraße im Jahr 1896 verlängerte Heppe seine Fahrten bis zum Wilhelmsplatz.
Als Heppe 1899 nicht mehr auf seine Kosten kam, wollte er finanzielle Unterstützung von der Stadt. Der Fuhrunternehmer Deckmann trat an die Stadt heran, den Pferdeomnibus ohne Unterstützung weiterzufahren und erhielt die Zusage. Deckmann fuhr seinen Pferdeomnibus von 1899 bis 1903 mit neun Fahrten täglich. Wegen finanzieller Schwierigkeiten, die auch Deckmann schon ein Jahr später eingestehen musste, genehmigte ihm die Stadt, den Fahrpreis auf 25 Pfennige zu erhöhen. Aber auch damit kam Deckmann nicht auf seine Kosten. Auf sein Begehren hin wurde ihm 1902 ein Zuschuss von 80 Mark monatlich zugestanden. Zu dieser Zeit war jedoch bereits die Einführung einer Pferdestraßenbahn vom Magistrat beschlossen und das Ende des Pferdeomnibusses absehbar.

### Straßenbahn

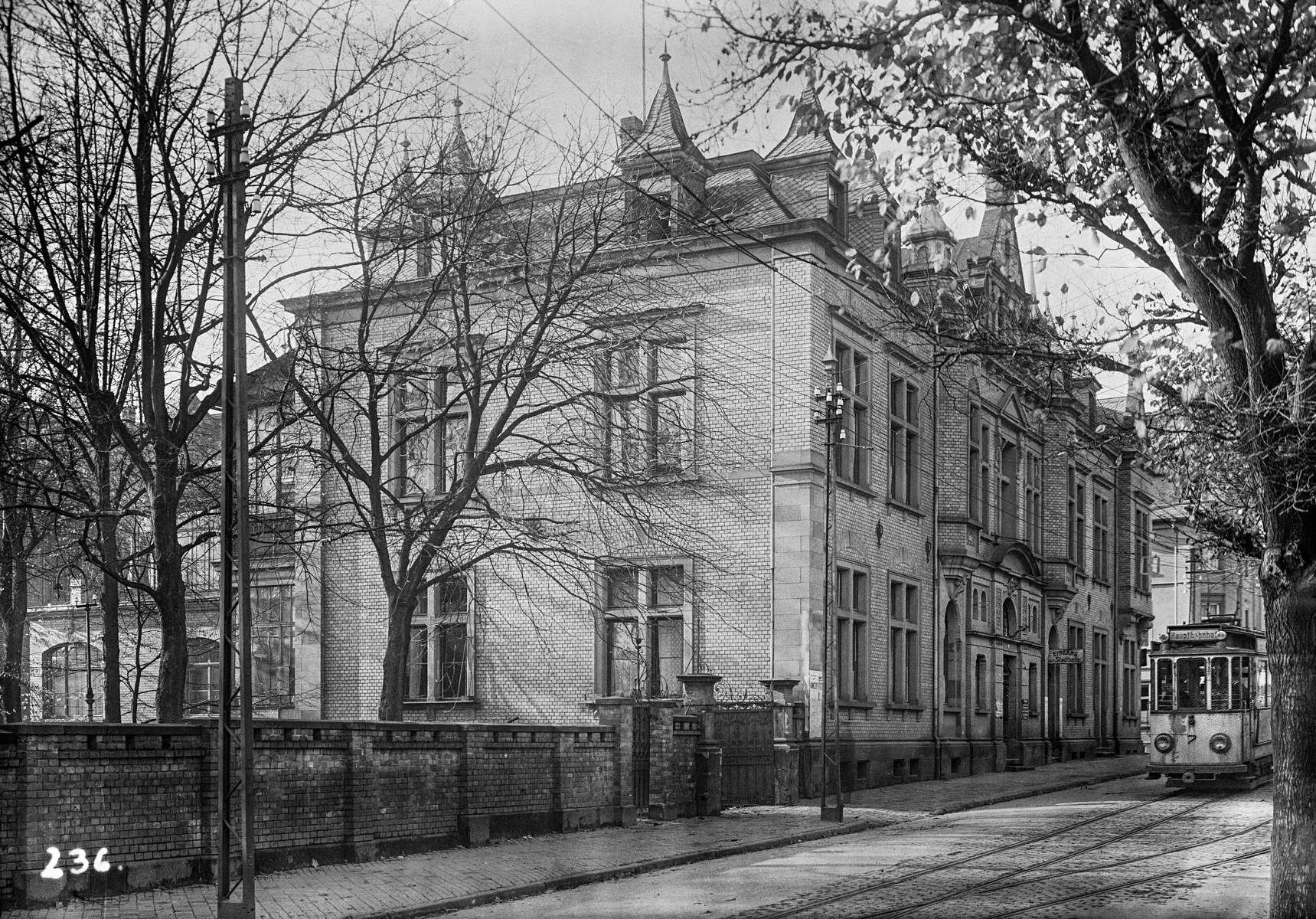
Elektrische Straßenbahn an der Haltestelle „Stadtsäle“ in der Universitätsstraße an der Kreuzung zur Kasernenstraße (heute Gutenbergstraße) um 1920.

Am 1. Oktober wurde zwischen Hauptbahnhof und Wilhelmsplatz eine Pferdebahn eröffnet, die 1904 bis zum Heumarkt verlängert wurde. 1911 übernahm die elektrische Straßenbahn den Betrieb. Während die Stichstrecke zum Heumarkt im April 1904 und nach einer Reaktivierung 1914 stillgelegt wurde, ist die Stammstrecke in mehreren Abschnitten bis zum Südbahnhof verlängert worden. Als nach dem Zweiten Weltkrieg die Straßenbahn dem wachsenden Kfz-Verkehr im Weg war, wurde sie 1951 stillgelegt.

### Umstellung auf Oberleitungsbusse Anfang der 1950er Jahre
Am 19. Mai 1951 begann in Marburg das Zeitalter der Oberleitungsbusse. Sie fuhren zum Großteil auf derselben Strecke wie die Straßenbahn. Davon abweichend wurde statt der Straße Pilgrimstein am Fuß des Schlossberges ein neuer Linienweg über Deutschhaus- und Biegenstraße genommen, um die dortigen Kliniken und Wohnviertel sowie zwei Schulen zu erschließen. Der Straßenbahnbetriebshof an der Gisselberger Straße wurde mit geringfügigen Umbauten für den Oberleitungsbusbetrieb weiter genutzt.
Nach 17 Jahren, am 5. Oktober 1968, endete der Oberleitungsbusbetrieb in Marburg. Der beginnende Bau der Stadtautobahn, die aufgrund der Topografie Marburgs mitten durch die Stadt führt, hätte bedeutende Änderungen an der Infrastruktur des Oberleitungsbusses nötig gemacht.
Derzeit laufen die Planungen für einen neuen Trolleybusbetrieb in Marburg als batteriebetriebener Oberleitungsbus (BOB) nach Solinger Vorbild, damit nur einzelne Streckenteile mit Oberleitung überspannt werden müssen. Die Stadt und Stadtwerke erhielten im Januar 2021 einen Förderbescheid u. a. zur Durchführung des Planfeststellungsverfahrens.

### Betrieb mit Dieselomnibussen ab Mitte der 1950er Jahre

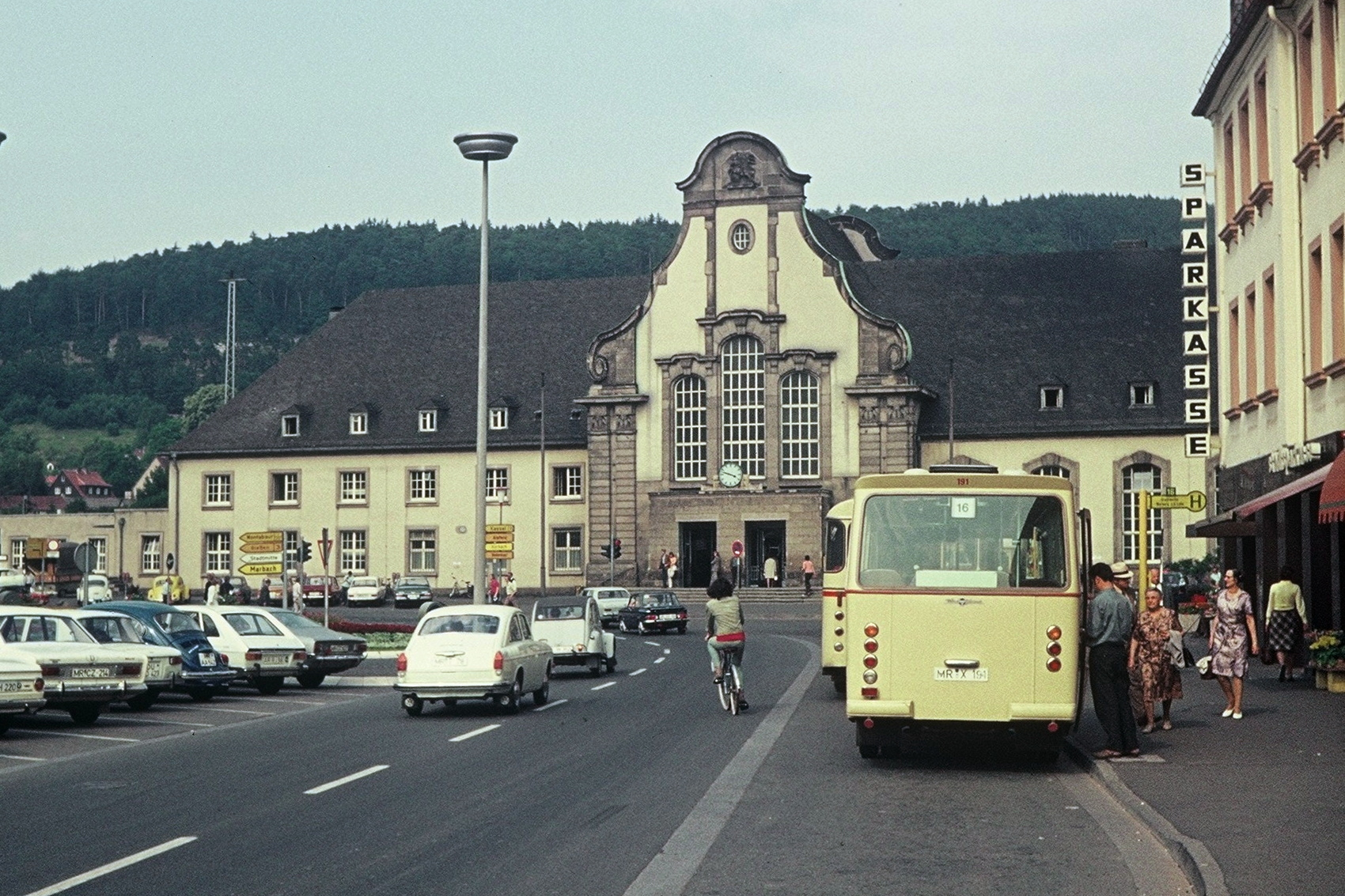
Der Kleinbus zum Schloss am Bahnhof (Aufnahme von 1972)

Die nach dem Kriegseinsatz nach Marburg zurückgekehrten Omnibusse der Linie zur Tannenbergkaserne waren der Grundstock für das in den Folgejahren in die Nachbarorte ausgeweitete Liniennetz. Der südliche Nachbarort Cappel wurde vom Südbahnhof aus im Anschluss an die Straßenbahn bzw. den Oberleitungsbus ab 1950 bedient. Auch das Sanatorium Sonnenblick auf den Lahnbergen wurde mit einer Linie angeschlossen. 1954 wurden auch Ockershausen und Marbach von Bussen der Stadtwerke bedient. Nur in den Sommermonaten verkehrte die Linie zum Landgrafenschloss. Das nördlich von Marburg gelegene Wehrda bedienten Busse des Unternehmens Rösser bis 1959, als die Stadtwerke die Konzession übernahmen und Wehrda auf dem Weg über Ortenberg und Waldtal anbanden.
Nachdem zunächst noch die Mehrzahl der Fahrgäste auf der O-Bus-Linie befördert wurden, kehrte sich das Verhältnis zugunsten der dieselbetriebenen Linien um, da die Einwohnerzahlen der umliegenden Orte Ockershausen (Stadt Marburg), Cappel, Marbach und Wehrda (eigenständige Gemeinden) sehr stark zugenommen hatten. Die Dieselbus-Linien in diese Vororte, die teilweise zunächst an den Endpunkten der O-Bus-Strecke endenden, wurden zu Durchmesserlinien und fuhren teilweise auf dem gleichen Weg durch die Marburger Innenstadt wie der Obus.
Die Dieselomnibusse wurden in den 1960er und 1970er Jahren zunächst überwiegend beim Hersteller Magirus-Deutz beschafft (Typen: Saturn II, M150 und Standardlinienbusse), ab den 1980er Jahren von MAN. Dazwischen (fuhren und fahren) auch Fahrzeuge anderer Hersteller, beispielsweise von Büssing und Daimler-Benz.

## Schienenverkehr
Marburg besitzt zwei Bahnhöfe:

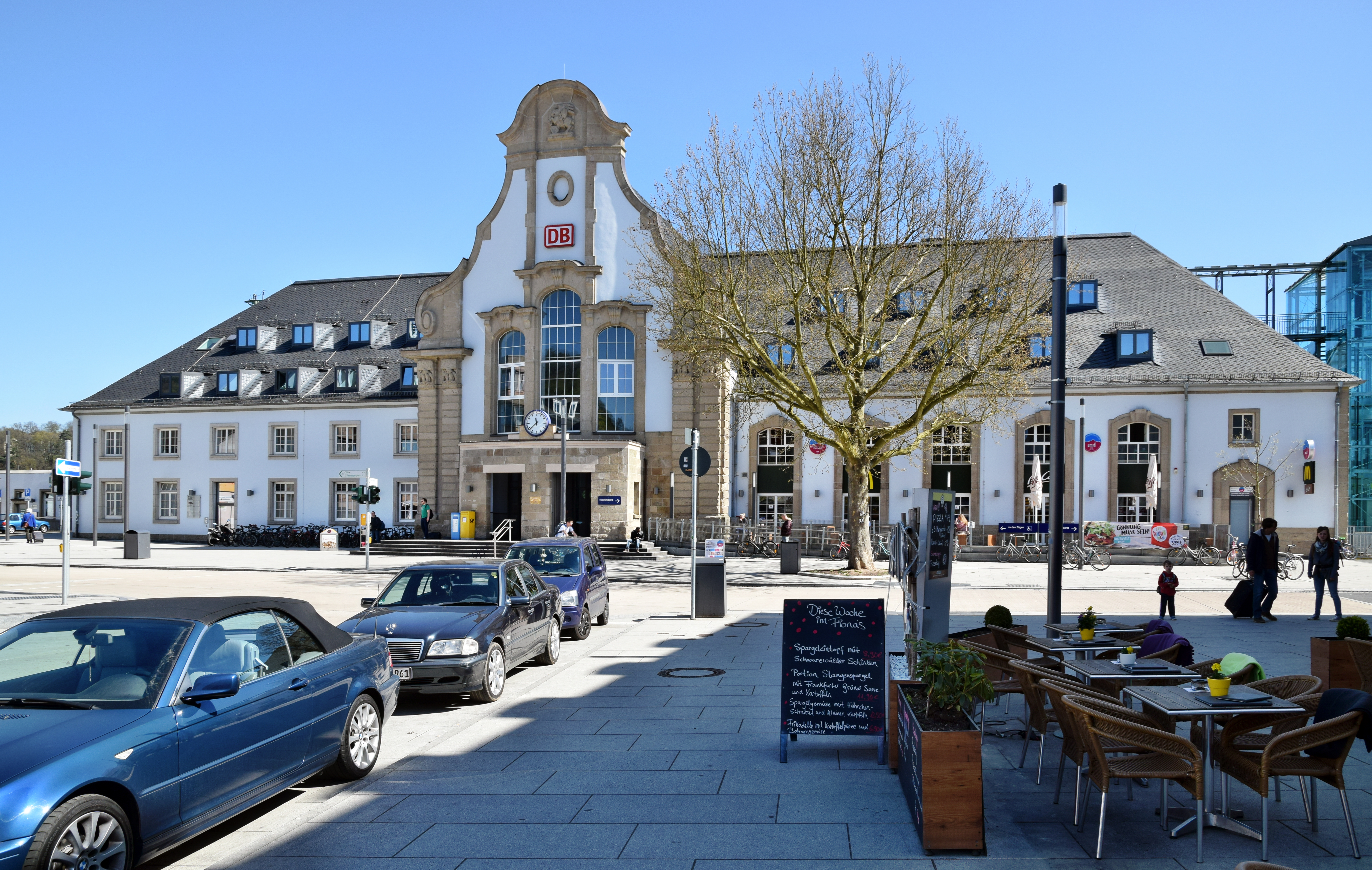
Empfangsgebäude des Bahnhofs Marburg (Lahn)

- Marburg (Lahn), der „Hauptbahnhof“

Der Bahnhof mit sechs Bahnsteiggleisen wurde 1850 eröffnet, befindet sich im Marburger Norden und ist der sogenannte Hauptbahnhof in Marburg.
Hier verkehren Regionalbahn, Regionalexpress und InterCity täglich zwischen 15-minütlich und stündlich. Am Wochenende kann dies bis zu einem stündlichen Takt reichen.
| Linie      | Linienweg | Takt |
| ---------- | --- | --- |
| ICE 26     | (Stralsund –) Hamburg – Hannover – Kassel-Wilhelmshöhe – Marburg (Lahn) – Friedberg – Frankfurt – Heidelberg – Karlsruhe | 120 min |
| IC 26      | Karlsruhe – Darmstadt – Frankfurt – Friedberg – Marburg (Lahn) – Kassel-Wilhelmshöhe – Hannover – Celle – Hamburg – Westerland | So, ein Zugpaar |
| RE 30      | Main-Weser-Bahn: Frankfurt (Main) Hbf – (Frankfurt (Main) West –)* Friedberg (Hess) – (Bad Nauheim – Ostheim (b Butzbach) – Butzbach – Kirch-Göns – Langgöns – Großen Linden –)* Gießen – (Lollar – Friedelhausen – Fronhausen (Lahn) – Niederwalgern – Marburg Süd –)* Marburg (Lahn) – Kirchhain (Bz Kassel) – Stadtallendorf – Neustadt (Kr Marburg) – Treysa – Borken (Hess) – Wabern (Bz Kassel) – Kassel-Wilhelmshöhe – Kassel Hbf * nur einzelne Züge                                                  | 120 min |
| RB 41      | Mittelhessen-Express: Frankfurt (Main) Hbf – Frankfurt (Main) West (– Bad Vilbel) (zweistdl.) – Friedberg (Hess) – Bad Nauheim (– Ostheim (b Butzbach)) (zweistdl.) – Butzbach (– Kirch-Göns – Langgöns – Großen Linden) (zweistdl.) – Gießen – Gießen Oswaldsgarten – Lollar – Friedelhausen – Fronhausen (Lahn) – Niederwalgern – Niederweimar – Marburg Süd – Marburg (Lahn) – Cölbe – Bürgeln – Anzefahr – Kirchhain (Bz Kassel) – Stadtallendorf (– Neustadt (Kr Marburg) – Schwalmstadt-Wiera – Treysa) | 60 min 40/80 min (Frankf.–Gießen) 30 min (Gießen–Marb. wochentags) 120 min (Marb.–Stadtallend. Wochenende) 120 min (Stadtallend.–Treysa) |
| RB 94      | Mittelhessen-Express: Frankfurt (Main) Hbf – Frankfurt (Main) West (– Bad Vilbel) (zweistdl.) – Friedberg (Hess) – Bad Nauheim (– Ostheim (b Butzbach)) (zweistdl.) – Butzbach (– Kirch-Göns – Langgöns – Großen Linden) (zweistdl.) – Gießen – Gießen Oswaldsgarten – Lollar – Friedelhausen – Fronhausen (Lahn) – Niederwalgern – Niederweimar – Marburg Süd – Marburg (Lahn) – Cölbe – Bürgeln – Anzefahr – Kirchhain (Bz Kassel) – Stadtallendorf (– Neustadt (Kr Marburg) – Schwalmstadt-Wiera – Treysa) | 120 min 60 min (Marburg–Laasphe werktags)                                                                                                |
| RE 97RB 97 | Lahn-Sauerland-Express: Brilon Stadt – Brilon Wald – Willingen – Usseln – Korbach Hbf – Korbach Süd – Vöhl-Thalitter (nur RB 97) – Vöhl-Herzhausen – Vöhl-Schmittlotheim (nur RB 97) – Vöhl-Ederbringhausen (nur RB 97) – Frankenberg-Viermünden – Frankenberg-Goßberg – Frankenberg (Eder) – Burgwald-Birkenbringhausen – Wiesenfeld – Ernsthausen – Münchhausen – Simtshausen – Wetter (Hessen) – Cölbe – Marburg (Lahn)                                                                                    | 60/120 min (Brilon–Frankenberg) 60 min (Frankenberg–Marburg)                                                                             |
| RE 98      | Main-Sieg-Express: Kassel Hbf – Kassel-Wilhelmshöhe – Baunatal-Guntershausen – Edermünde-Grifte – Felsberg-Wolfershausen – Felsberg-Altenbrunslar – Felsberg-Gensungen – Wabern (Bz Kassel) – Singlis – Borken (Hess) – Zimmersrode – Schlierbach (Kr Schwalm-Eder) – Treysa – Schwalmstadt-Wiera – Neustadt (Kr Marburg) – Stadtallendorf – Kirchhain (Bz Kassel) – Marburg (Lahn) – Gießen – Friedberg (Hess) – Frankfurt (Main) West (einzelne Züge im Berufsverkehr) – Frankfurt (Main) Hbf               | 120 min |

Daneben gibt es die Busstation am Hauptbahnhof Marburg (Lahn).
Der Bahnhofsumbau startete im Laufe des Jahres 2010. Das Bahnhofsgebäude wurde saniert. Im Obergeschoss wurden Wohnungen eingerichtet. Die Unterführungen und Bahnsteige sowie Gleise wurden auch erneuert. Auf dem Vorplatz wurde ein Busbahnhof platziert mit einer elektronischen Abfahrtsanzeige.
Interessant ist, dass die Deutsche Bahn den Bahnhof niemals Hauptbahnhof genannt hat, selbst für viele Einheimische ist der Hauptbahnhof einfach nur der „Bahnhof“.
- Marburg Süd

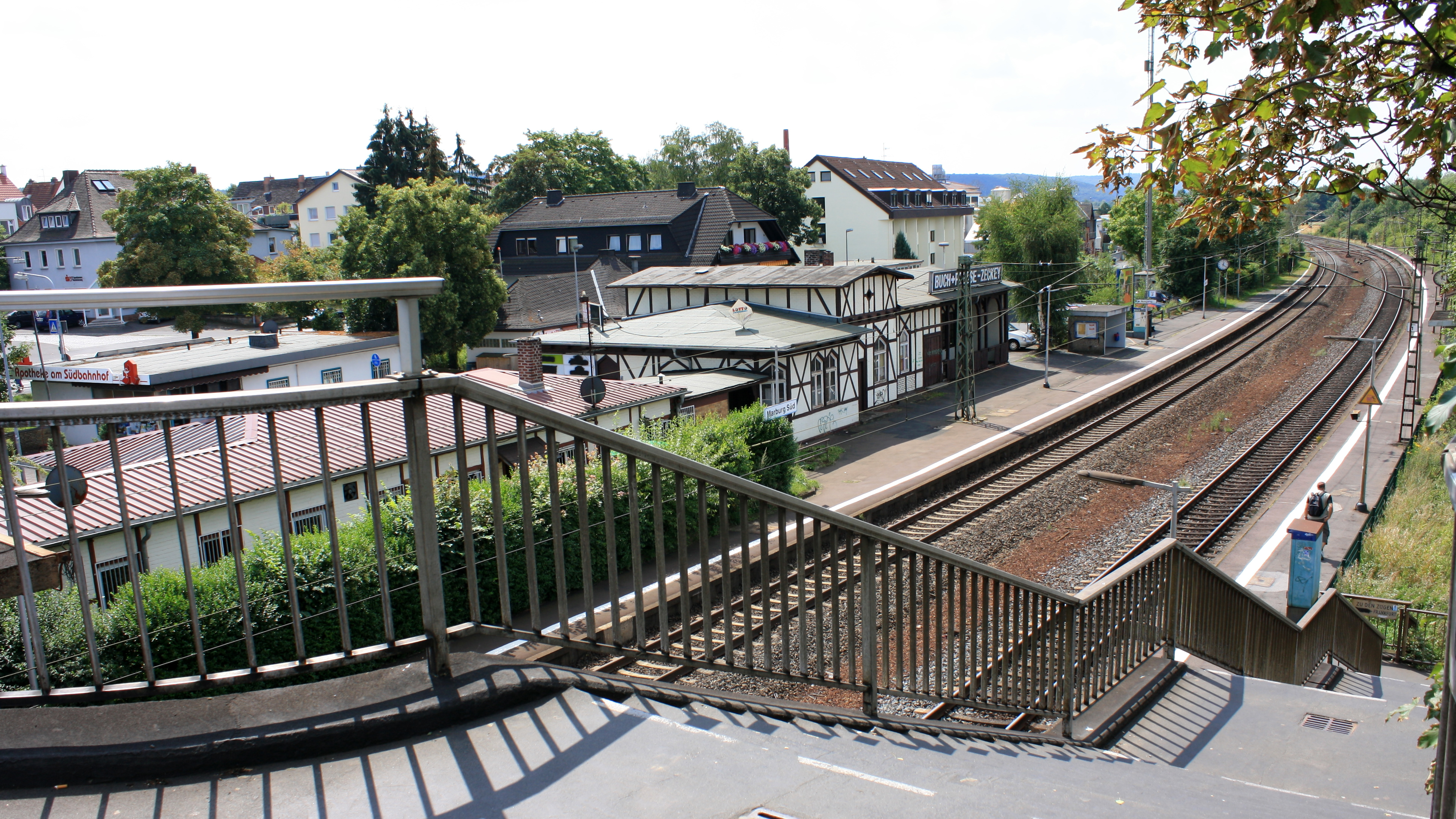
Treppe zum Bahnsteig am Südbahnhof Richtung Gießen

Im Marburger Süden an der Frauenbergstraße gelegen. Er besitzt zwei Gleise mit jeweils einem Seitenbahnsteig. Hier verkehren werktags etwa alle 30 Minuten und am Wochenende stündlich/zweistündlich die Zuggattungen Regionalexpress und Regionalbahn.
| Linie | Linienweg | Takt |
| ----- | --- | --- |
| RE 30 | Main-Weser-Bahn: Frankfurt (Main) Hbf – (Frankfurt (Main) West –) Friedberg (Hess) – Gießen – Lollar – Friedelhausen – Fronhausen (Lahn) – Niederwalgern – Marburg Süd – Marburg (Lahn) | einzelne Züge |
| RB 41 | Mittelhessen-Express: Frankfurt (Main) Hbf – Frankfurt (Main) West (– Bad Vilbel) (zweistdl.) – Friedberg (Hess) – Bad Nauheim (– Ostheim (b Butzbach)) (zweistdl.) – Butzbach (– Kirch-Göns – Langgöns – Großen Linden) (zweistdl.) – Gießen – Gießen Oswaldsgarten – Lollar – Friedelhausen – Fronhausen (Lahn) – Niederwalgern – Niederweimar – Marburg Süd – Marburg (Lahn) – Cölbe – Bürgeln – Anzefahr – Kirchhain (Bz Kassel) – Stadtallendorf (– Neustadt (Kr Marburg) – Schwalmstadt-Wiera – Treysa) | 60 min 40/80 min (Frankf.–Gießen) 30 min (Gießen–Marbg. wochentags) 120 min (Marbg.–Stadtallend. Wochenende) 120 min (Stadtallend.–Treysa) |

Außerdem gab es bis 1972 noch etwa 200 Meter südlich den Bahnhof Marburg Südbahnhof der Marburger Kreisbahn. Dieser wurde im Personen- und Güterverkehr bedient. Heute ist er stillgelegt und die Gleise abgebrochen.
Die Deutsche Bahn gab schon mehrmals bekannt, dass sie einen weiteren Haltepunkt auf Höhe der Universitätsbibliothek plane, dieser Haltepunkt sei bereits im Konzept des Mittelhessen-Express beachtet.
Der Südbahnhof ist über die Bushaltestellen Südbahnhof (Stadtbusse und Regionalbusse) auf der Ostseite und der Bushaltestelle Südbahnhofwest (Stadtbuslinie 3 und Buslinie 383 Richtung Lohra – Gladenbach – Bad Endbach) an das Busliniennetz angeschlossen.

## Busverkehr

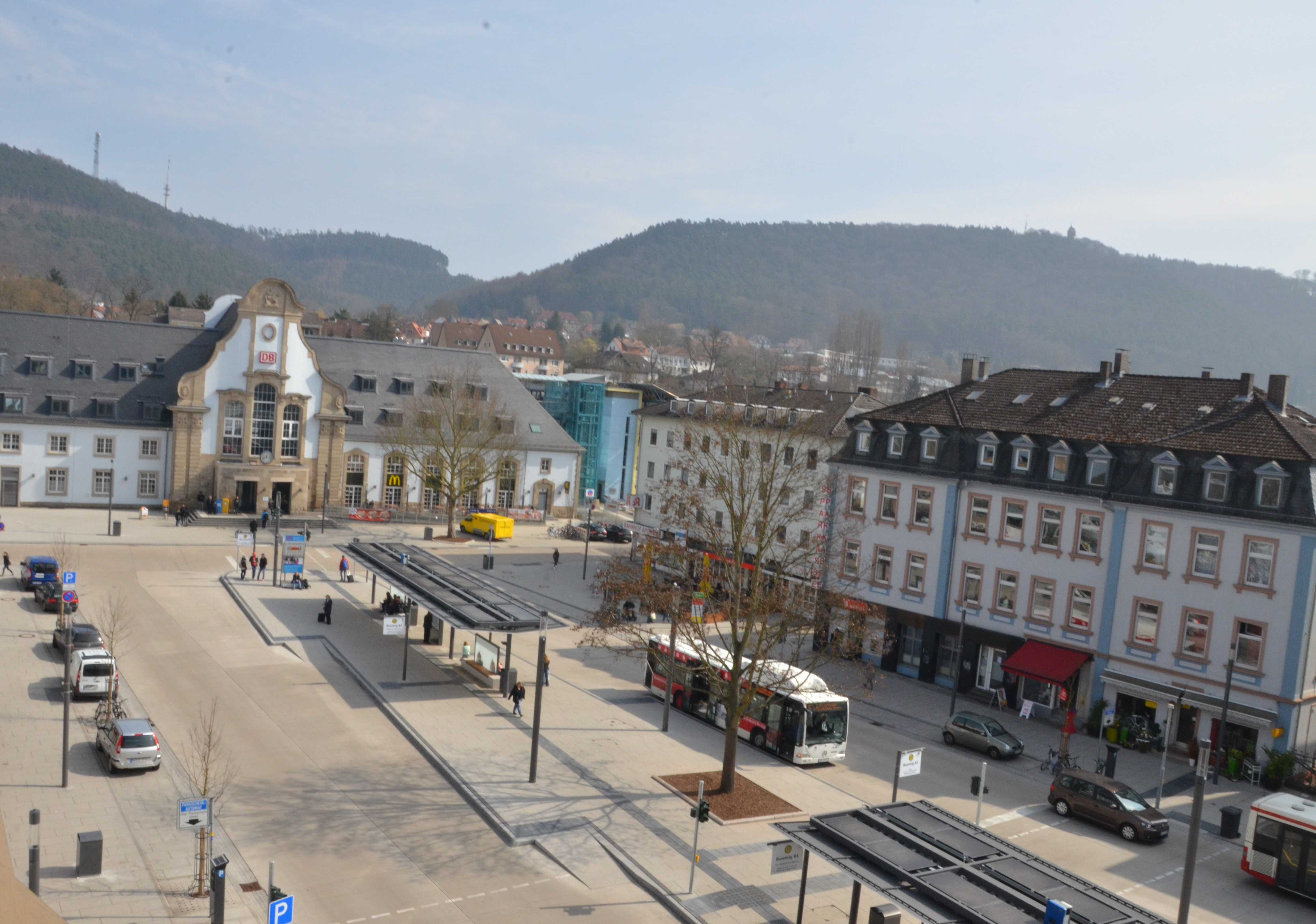
Neuer Bahnhofsvorplatz der Universitätsstadt Marburg als Umsteigeknoten

### Wichtige Bushaltestellen
- Hauptbahnhof

Am Hauptbahnhof fahren die meisten Regionalbuslinien und viele Stadtbuslinien in die äußeren Stadtteile ab, die Busfahrt vom Hauptbahnhof in die Marburger Innenstadt dauert etwa 7 bis 10 Minuten.
In der Nähe des Hauptbahnhofs fahren auch die Fernbuslinien ab, die Haltestelle für diese befindet sich jedoch unter der Brücke der B3 an der Straße „Am Krummbogen“.
- Rudolphsplatz

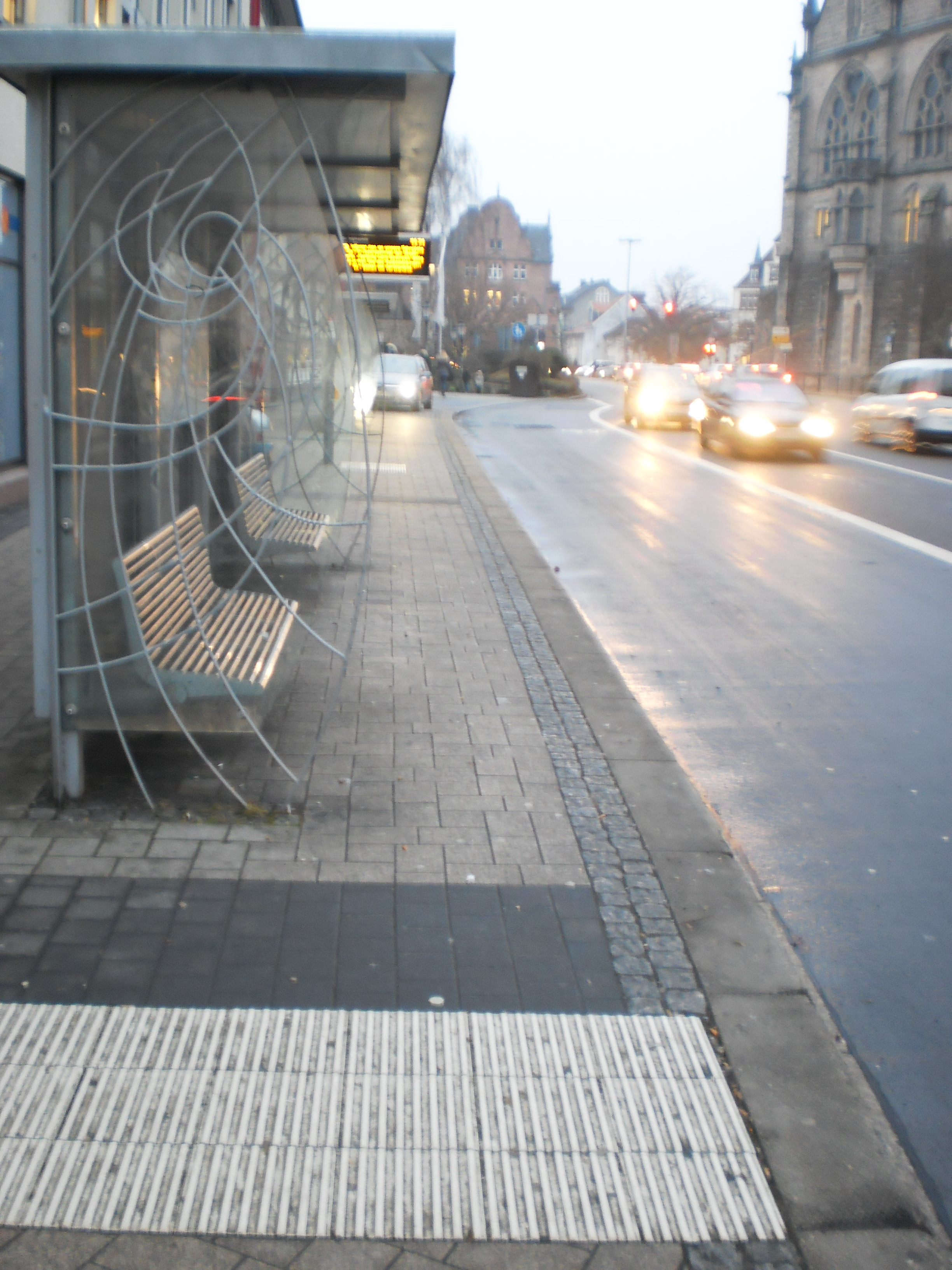
Haltestelle Rudolphsplatz unterhalb der Alten Universität (rechts im Bild)

Mit den Nebenhaltestellen die einzige Haltestelle in Marburg, an der die meisten Buslinien halten. Es ist die nächstgelegene Haltestelle, um die Altstadt zu erreichen.
- Gutenbergstraße/Hanno-Drechsler-Platz

Haltestelle in der Stadtmitte, wird von Einheimischen auch gerne „Beim Ahrens“ genannt, nach dem dort gelegenen Kaufhaus Ahrens, auch von dort aus gelangt man schnell in die Oberstadt
- Südbahnhof

Für viele Berufspendler aus dem Raum Rhein-Main der Umstieg von der Bahn zu den Stadtbuslinien, da die südlichen Stadtteile von hier schneller erreichbar sind und ohne einen erheblichen Umweg vom Hauptbahnhof aus (oftmals 20 Min schneller).

### Expressbus
Beim Expressbus handelt es sich um ein hochwertiges Angebot innerhalb des RMV mit reisebusähnlichen Fahrzeugeinsatz und WLAN auf Strecken abseits von Eisenbahnverbindungen.
Folgende Expressbuslinien beginnen am Marburger Hauptbahnhof:
| Linie | Linienweg                                                                          | Takt mo–fr/sa/so |
| ----- | ---------------------------------------------------------------------------------- | ---------------- |
| X 35  | Marburg Hauptbahnhof – Universitätsklinikum – Kirchhain – Stadtallendorf – Alsfeld | 60 / 120 / 120   |
| X 38  | Marburg Hauptbahnhof – Niederweimar – Gladenbach                                   | 60 / 60 / –      |

### Regionalbus
Im Überlandverkehr verbinden folgende Regionalbuslinien die Stadt Marburg mit umliegenden Gemeinden im Landkreis Marburg-Biedenkopf und dem Vogelsbergkreis:
| Linie | Linienweg |
| ----- | --- |
| MR-46 | Marburg Erlenring – Oberweimar – Weitershausen – Nesselbrunn (nur eine Richtung; 2 Fahrten am Tag)                    |
| MR-60 | (Marburg Radestraße –) Marburg Hauptbahnhof – Mellnau – Wetter – Münchhausen (– Wollmar)                              |
| MR-61 | Marburg Erlenring – Marburg Hauptbahnhof – Mellnau – Wetter                                                           |
| MR-72 | Marburg Hauptbahnhof – Cölbe – Rauschenberg – Josbach                                                                 |
| MR-75 | Marburg Hauptbahnhof – Universitätsklinikum – Großseelheim – Kirchhain (– Amöneburg)                                  |
| MR-76 | Marburg Erlenring – Cölbe – Schönstadt – Bracht – Schwarzenborn                                                       |
| MR-78 | Amöneburg – Anzefahr – Cölbe – Marburg Erlenring (nur eine Richtung; 2 Fahrten tägl.)                                 |
| MR-80 | Marburg Erlenring – Südbahnhof – Kreishaus – Moischt – Schröck – Roßdorf – Schweinsberg – Homberg (Ohm)               |
| MR-81 | Marburg Erlenring – Südbahnhof – Kreishaus – Heskem – Wittelsberg – Rauischholzhausen                                 |
| MR-84 | Kirchhain – Amöneburg – Erfurtshausen – Wittelsberg – Ginseldorf/Kirchhain                                            |
| MR-86 | Marburg Erlenring – Südbahnhof – Cappel – Frauenberg – Beltershausen – Heskem – Roßberg – Deckenbach                  |
| 383   | Marburg Hauptbahnhof – Stadtmitte – Südbahnhof West – Niederweimar – Lohra – Gladenbach – Bad Endbach (– Schlierbach) |
| 481   | Marburg Hauptbahnhof – Lahntal – Biedenkopf (– Wallau)                                                                |

### Stadtbus
Seit Anfang 2020 wird der städtische Busverkehr im Rahmen eines öffentlichen Dienstleistungsauftrags der Stadt Marburg von der Marburger Verkehrsgesellschaft mbH (MVG) durchgeführt. Dieses Tochterunternehmen der Stadtwerke Marburg GmbH (SWMR) ist als Verkehrsunternehmen Inhaber der Linienkonzessionen.
Zum Fahrplanwechsel am 11. Dezember 2022 wurden folgende Linien im Stadtbereich angeboten:
| Linie | Linienweg | Takt mo–fr/sa/so                               |
| ----- | --- | ---------------------------------------------- |
| 1     | Wehrda – Diakonie – Hauptbahnhof – Stadtmitte – Südbahnhof – Richtsberg                                          | 30–60 / 60 / 60                                |
| 2     | Richtsberg – Sonnenblick – Universitätsklinikum – Hauptbahnhof – Stadtmitte – Südbahnhof – Cappel                | 30–60 / 60 / 60                                |
| 3     | (Kaufpark Wehrda –) Waldtal – Hauptbahnhof – Südviertel – Südbahnhof West – Cappel                               | 30 / 30–60 / –                                 |
| 4     | Wehrda – Kaufpark Wehrda – Hauptbahnhof – Stadtmitte – Südbahnhof – Richtsberg                                   | 30–60 / 60 / 60                                |
| 5     | Marbach – Behringwerke – Hauptbahnhof – Stadtmitte – Ockershausen – Stadtwald                                    | 30–60 / 30–60 / 60                             |
| 6     | Hauptbahnhof – Erlenring – Südbahnhof – Badestube – Richtsberg – Fontanestraße                                   | 30 / 30 / 60                                   |
| 7     | Hauptbahnhof – Stadtmitte – Südbahnhof – Universitätsklinikum                                                    | 30–60 / 30–60 / 60                             |
| 8     | Waldtal – (Tabor) – Erlenring – Stadtmitte – Ockershausen – Stadtwald                                            | 30 / 30 / 60                                   |
| 9     | Elisabethkirche – Erlenring – Universitätsklinikum (Schnellbus)                                                  | 20 / 60 / – 30 / 60 / – (vorlesungsfreie Zeit) |
| 10    | Hauptbahnhof – Elisabethkirche – Schloss                                                                         | 60 / 60 / 60                                   |
| 11    | Hauptbahnhof – Ginseldorf – Bauerbach – Universitätsklinikum                                                     | 60 / 120 / –                                   |
| 12    | Südbahnhof – Cappel – Moischt – Schröck (– Sonnenblick – Südbahnhof)                                             | 60–120 / 60–120 / 60                           |
| 13    | Südbahnhof – Ronhausen – Bortshausen (– Ilschhausen) (ehem. Marburger Kreisbahn)                                 | unregelmäßig / 120 / –                         |
| 14    | Hauptbahnhof – Behringwerke – Görzhäuser Hof – Michelbach (– Sterzhausen)                                        | 30–60 / 60–120 / 60                            |
| 15    | Marburg West/Marbach – Radestraße/Richtsberg Gesamtschule (Schulverkehr)                                         | Einzelfahrten                                  |
| R 15  | Dilschhausen – Elnhausen – Wehrshausen – Görzhäuser Hof 1+2 – Behringwerke (Rufbus; nur eine Richtung)           | 7 Fahrten / – / –                              |
| 16    | Alte Universität – Sellhof – Wehrshausen – Elnhausen – Dagobertshausen – Dilschhausen                            | 60 / 60–120 / 60                               |
| 17    | Wilhelmsplatz – Stadtwald – Hermershausen – Haddamshausen – Cyriaxweimar – Stadtwald – Wilhelmsplatz (Ringlinie) | 60 / 60–120 / 60                               |
| 18    | Marburg Ost – Tausendfüßler Schule/Richtsberg Gesamtschule (Schulverkehr)                                        | Einzelfahrten                                  |
| 19    | Wehrda/Cappel – Universitätsklinikum                                                                             | unregelmäßig                                   |
| 20    | Alte Universität – Rotenberg – Marbach – Behringwerke                                                            | 60 / 60 / –                                    |
| 22    | Hauptbahnhof – Südbahnhof – Cappel (Schulverkehr)                                                                | Einzelfahrten                                  |
| 27    | Hauptbahnhof – Stadtmitte – Südbahnhof – Universitätsklinikum – Hauptbahnhof (Ringlinie)                         | 30 / – / –                                     |
| P+R   | Einkaufszentrum – Messeplatz – Hauptbahnhof – Stadtmitte – Georg-Gaßmann-Stadion                                 | – / 30 / –                                     |

Der Haupttakt der Linien wurde von 20- auf 30-Minuten-Takt geändert. Ausnahmen bilden die Linien 7/27, die pro Richtung je zwei 30-Min.-Takte auf leicht unterschiedlichen Routen anbietet (verkehrt also viermal stündlich), sowie die Linie 9, die in der Vorlesungszeit im 20-Min-Takt die wichtigsten Unistandorte verbindet.
Wegen einer Vollsperrung der zentralen Weidenhäuser Brücke über die Lahn ab Februar 2018 sind die Stadtbuslinien 6, 8, 9, 10, 17 und 20 betroffen, weitere Linien wurden verstärkt.
Am 12. Dezember 2010 entfielen alle Abendlinien, dafür verkehren abends die Tageslinien weiter.

### Anruf-Sammel-Taxi
Mit dem Anruf-Sammel-Taxi werden Verbindungen zwischen den Stadtteilen und der Innenstadt außerhalb des regulären Bedienungsangebotes angeboten. Es bindet außerdem werktags die Höhengebiete Marburgs an den Linienverkehr an.
Folgende Anruf-Sammel-Taxi-Linien werden zurzeit angeboten:
| Linie  | Linienweg | Takt mo–fr/sa/so |
| ------ | --- | ---------------- |
| AST 6  | Schlosserstraße – Hauptbahnhof – Elisabethkirche – Stadtmitte – Südbahnhof – Körnerstraße – Schlosserstraße – Hauptbahnhof – Elisabethkirche – Stadtmitte – Südbahnhof                                       | 60 / 60 / 60     |
| AST 8  | Schlosserstraße – Hauptbahnhof – Elisabethkirche – Stadtmitte – Südbahnhof – Ortenberg – Tabor – Försterweg – Tabor – Ortenberg – Schlosserstraße – Hauptbahnhof – Elisabethkirche – Stadtmitte – Südbahnhof | 60 / 60 / 60     |
| AST 11 | Schlosserstraße – Hauptbahnhof – Elisabethkirche – Stadtmitte – Südbahnhof – Ginseldorf – Bauerbach – Ginseldorf – Schlosserstraße – Hauptbahnhof – Elisabethkirche – Stadtmitte – Südbahnhof                | 60 / 60 / 60     |
| AST 12 | Schlosserstraße – Hauptbahnhof – Elisabethkirche – Stadtmitte – Südbahnhof – Sonnenblick – Schröck – Schlosserstraße – Hauptbahnhof – Elisabethkirche – Stadtmitte – Südbahnhof                              | 60 / 60 / 60     |
| AST 13 | Schlosserstraße – Hauptbahnhof – Elisabethkirche – Stadtmitte – Südbahnhof – Ronhausen – Bortshausen – Ronhausen – Schlosserstraße – Hauptbahnhof – Elisabethkirche – Stadtmitte – Südbahnhof                | 60 / 60 / 60     |
| AST 21 | Geschwister-Scholl-Straße – Hauptbahnhof – Diakonie-Hebronberg – Wannkopfstraße – Behringwerke – Marbach – Stadtmitte – Diakonie-Hebronberg – Elisabethkirche – Geschwister-Scholl-Straße (Ringlinie)        | 30 / 60 / –      |

#### Fuhrpark Bus

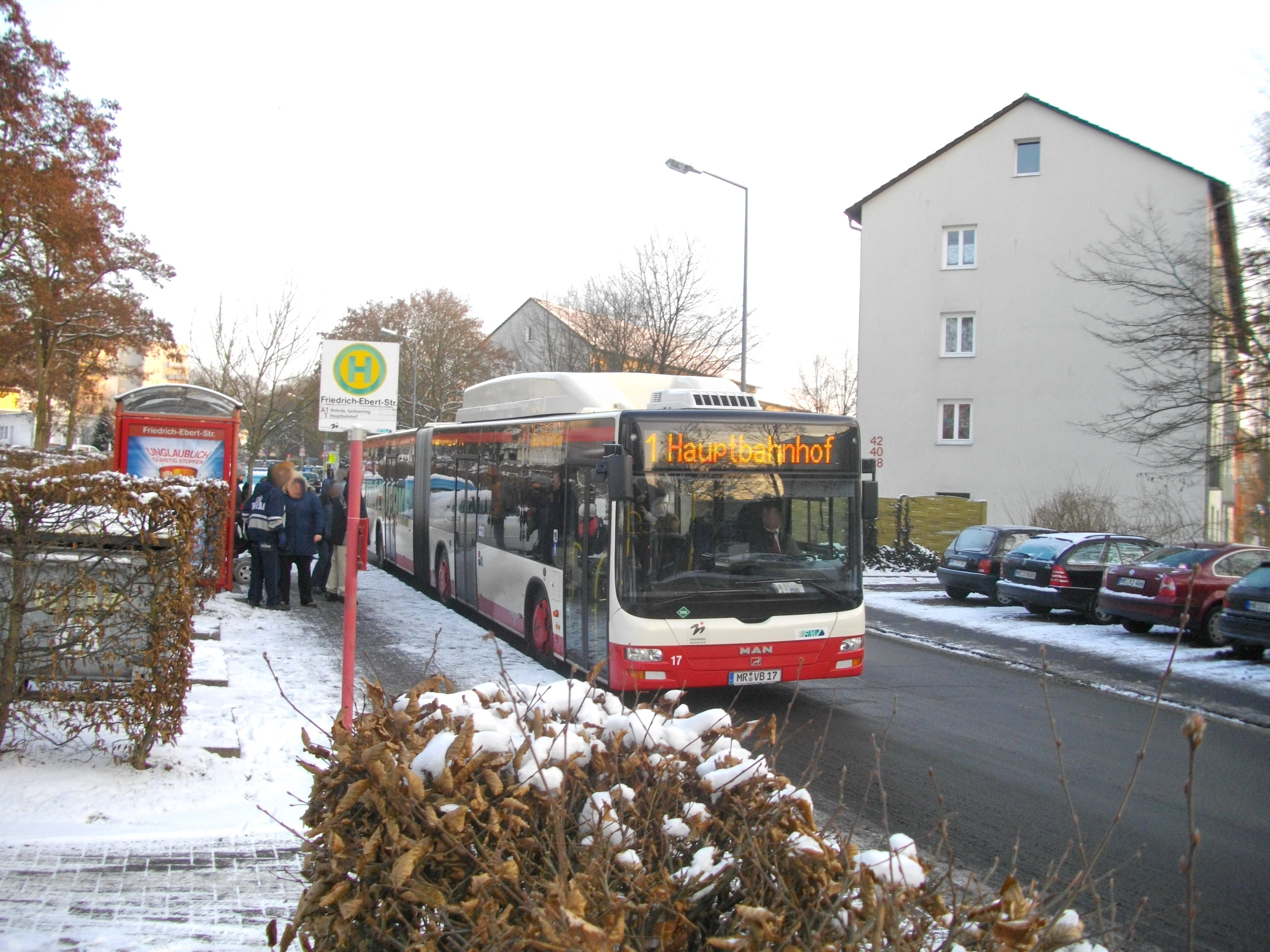
Wagen 17 (MAN-Erdgasbus) in der Friedrich-Ebert-Straße

Zurzeit verwendet die MVG Gelenkbusse und Solobusse von verschiedenen Firmen wie MAN, Mercedes-Benz, Neoplan, Solaris und Van Hool. Die Gelenkbusse werden vorwiegend auf den stark genutzten Linien, wie etwa der Linie 1, 2, 4, 6 und 7 eingesetzt. Die Solobusse fahren auf den übrigen Linien, wie zum Beispiel Linie 3, 5 und 8. In der Oberstadt, also auf den Linien 10 und 16, sind Midibusse der Firmen BredaMenarini, Rampini und MAN aufgrund der engen Verhältnisse im Einsatz. Außerdem gibt es zwei Busanhänger von Hess.
Ungefähr die Hälfte der Busflotte besteht noch aus Erdgasbussen der Hersteller MAN, Mercedes-Benz und Neoplan, auch als Gelenkbusse.
Der Bestand sah im März 2012 wie folgt aus:
Niederflurgelenkbus mit Erdgasantrieb (12 Wagen); Niederflurgelenkbus (25 Wagen); Niederflurlinienbus mit Erdgasantrieb (19 Wagen); Niederflurlinienbus (12 Wagen); Standard-Linienbus für Sondereinsätze (1 Bus); Reisebus (1 Wagen), Midibus mit Erdgasantrieb (4 Wagen); Midibus (1 Wagen) und Kleinbusse (9 Wagen). Insgesamt sind demnach 84 Fahrzeuge im Besitz der Stadtwerke Marburg GmbH, wobei kontinuierlich die alten Busse durch erdgasangetriebene Fahrzeuge ersetzt werden sollen.
Auf Grund der weiter steigenden Studentenzahlen und des Ausbaus des Campus Lahnberge außerhalb des Stadtzentrums sowie des Aufbaus des Campus Firmanei in der Innenstadt werden ab September 2015 insgesamt vier Buszüge durch die Stadtwerke Marburg beschafft.

## Aufzüge
Durch seine enge Lage im Tal ist Marburg eine der wenigen deutschen Städte, in der Stadtteile durch Aufzugsanlagen miteinander verbunden sind. Im Einzelnen gibt es folgende öffentliche Aufzüge:
- Oberstadtaufzug Rudolphsplatz – verkehrt durchgehend vom Anfang des Pilgrimsteins, nahe dem Rudolphsplatz, zur Reitgasse (geschlossener Schacht, keine Aussicht, nur zwischen 6:30 Uhr und 1:30 Uhr in Betrieb).
- Aufzüge Parkhaus Oberstadt – eine Folge von zwei verglasten Aufzügen, die durch einen gleichfalls verglasten Steg verbunden sind, verbindet den hinteren Pilgrimstein mit der Wettergasse und erschließt gleichzeitig das Oberstadtparkhaus
- Aufzug im Neuen Ortenbergsteg – verbindet den Hauptbahnhof mit dem Ortenbergplatz

In der Vergangenheit gab es auch einen Kleinen Aufzug der „Buchhandlung Elwert“ zwischen dem Pilgrimstein und der Hauptbuchhandlung in der Oberstadt, dieser wurde aber inzwischen eingestellt, da die Buchhandlung Elwert von Lehmann’s übernommen wurde und das Geschäft am Pilgrimstein nun ein Modegeschäft ist.

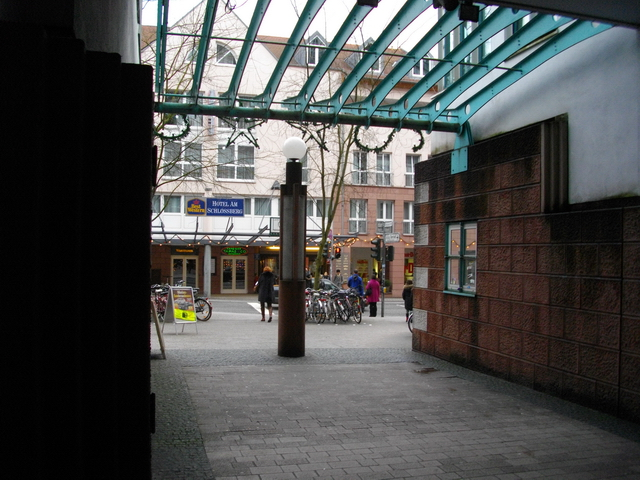
Ausblick vom Aufzug in Richtung Lahn Center
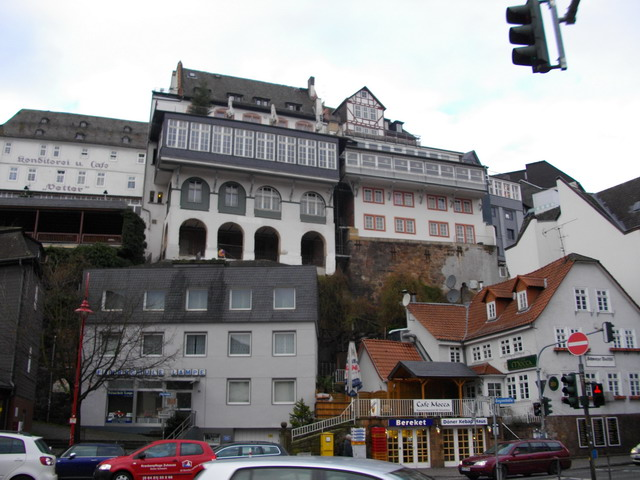
Blick vom Rudolphsplatz zur Oberstadt
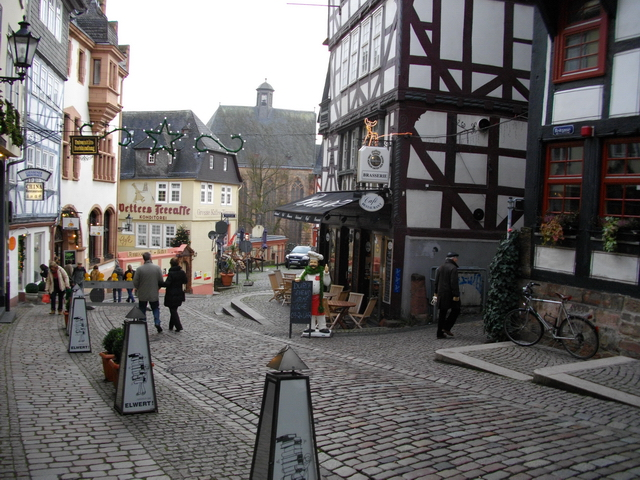
Blick vom Tunnelende des Aufzuges in Richtung Universitätskirche